# 李馥镇
李馥镇，原为李馥乡，是中华人民共和国四川省达州市渠县下辖的一个乡镇级行政单位。2019年12月，将李馥镇红寺村、高寺村、真武村所属行政区域划归渠北镇管辖。

## 行政区划
李馥镇下辖以下地区：
李馥社区、合寨村、绿市村、红寺村、凤凰村、高洞村、凉风村、灯塔村、李馥村、互助村、铁牛村、高寺村、真武村、青山村、天鹅村和石栀村。